# Crossotus genalis
Crossotus genalis är en skalbaggsart som beskrevs av Aurivillius 1913. Crossotus genalis ingår i släktet Crossotus och familjen långhorningar.
Artens utbredningsområde är Kenya. Inga underarter finns listade i Catalogue of Life.